# Щавель шпинатний
Щавель шпинатний (Rumex patientia) — вид рослин родини гречкові (Polygonaceae), уродженець південної Європи, західної й середньої Азії.

## Опис
Багаторічна рослина 80–200 см заввишки. Черешки листків жолобчаті. Нижні листки довго-черешкові, яйцеподібно-ланцетні. Суцвіття майже безлисте. Квіткові кільця 10–15-квіткові. Внутрішні листочки оцвітини з неглибоко-серцеподібною основою, при плодах 6–8 мм в діаметрі.

## Поширення
Уродженець південної Європи, західної й середньої Азії; інтродукований на решту територій Європи, на далекий схід Росії, США, східну Канаду, північ південної Америки.
В Україні вид зростає на городах, іноді трапляється диким — на всій території.

## Галерея

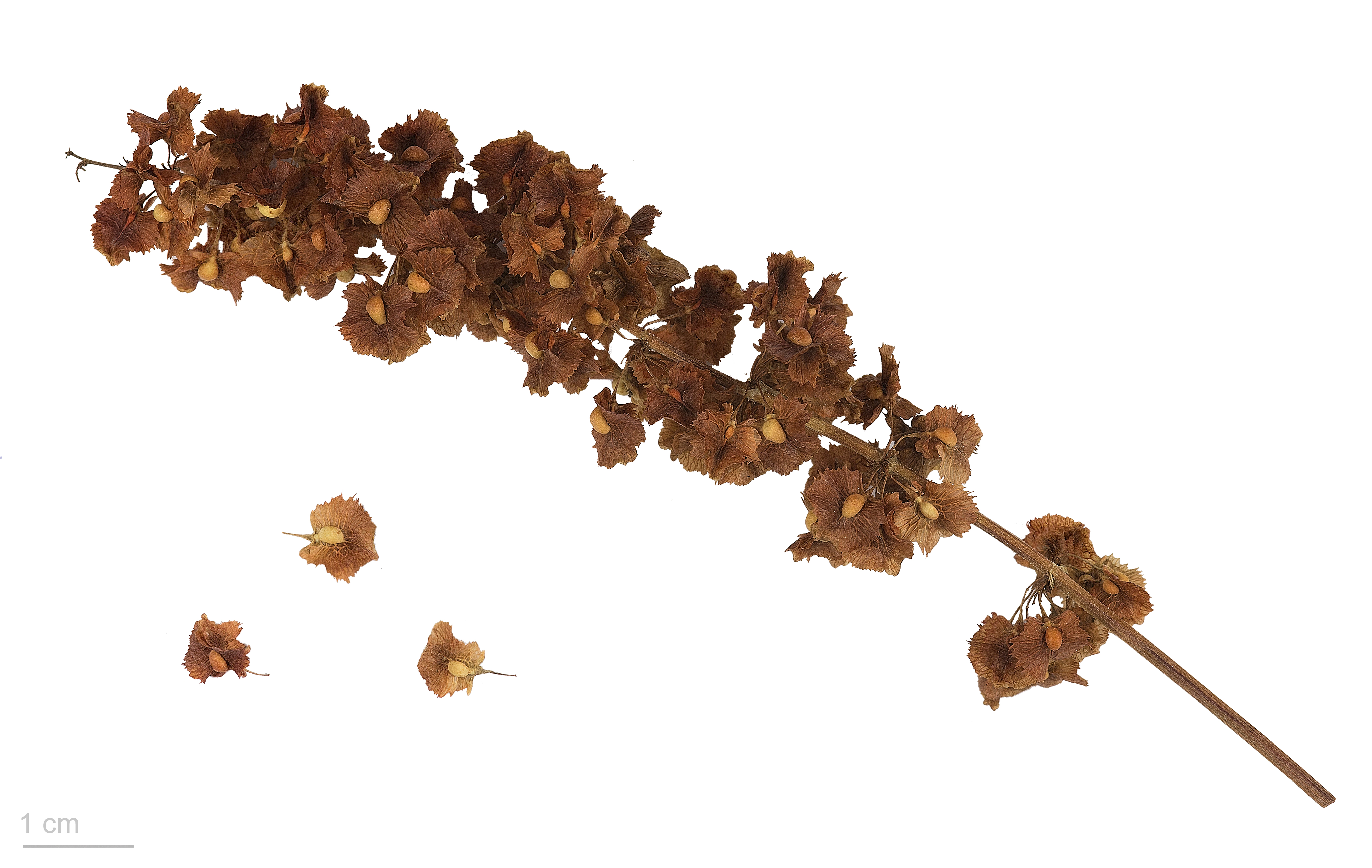
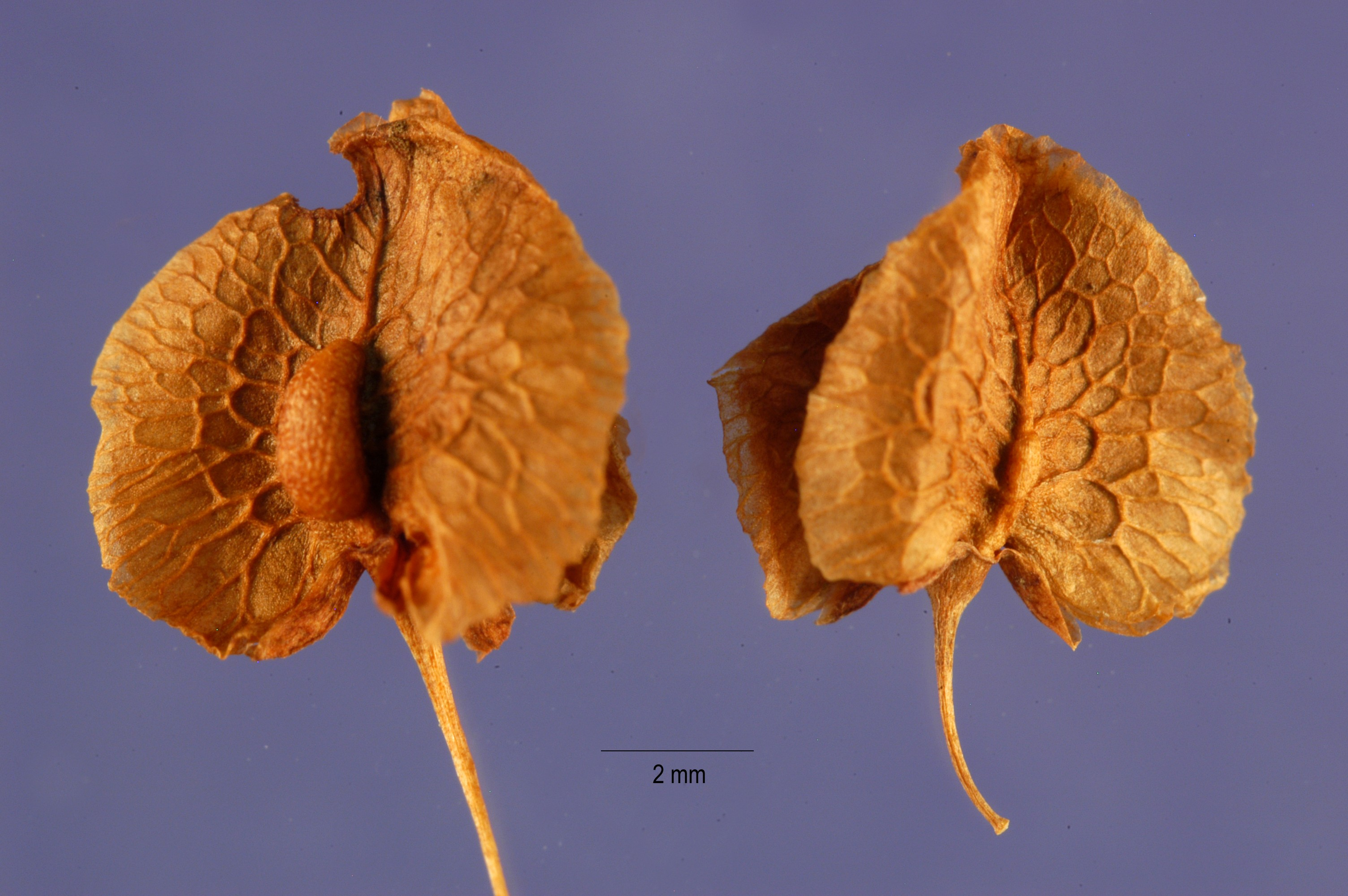
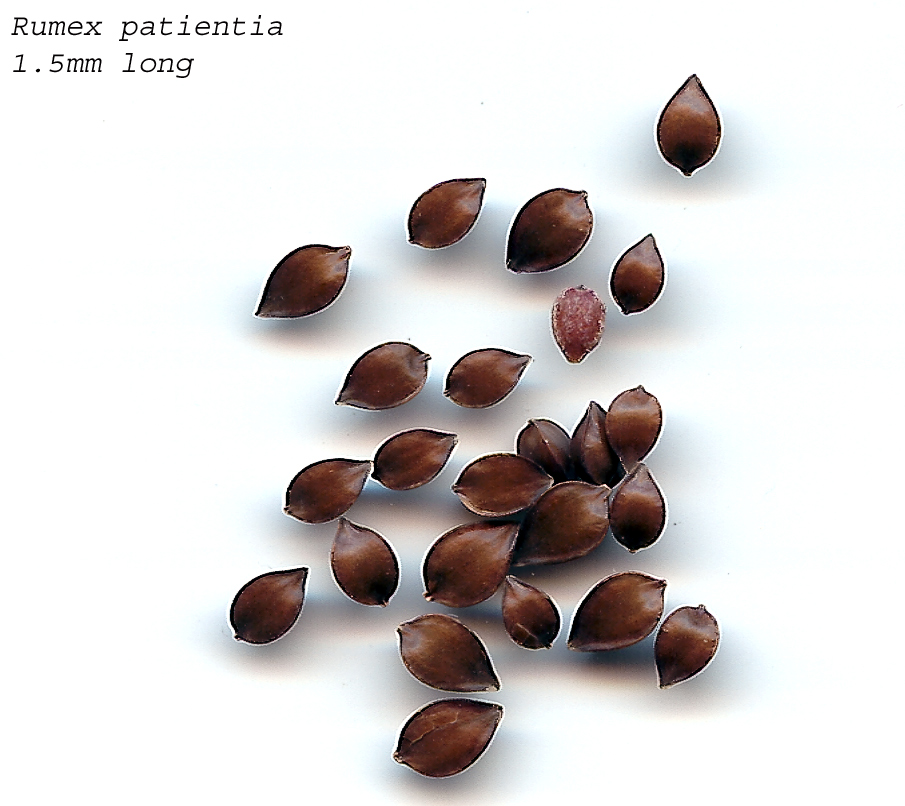